# Johann Schulz (pływak)
Johann Schulz (ur. ?, zm. w 1942) – niemiecki pływak, olimpijczyk.
Schulz wystąpił na Letnich Igrzyskach Olimpijskich 1928 w jednej konkurencji, którą było 100 m stylem grzbietowym. Zajął ostatnie czwarte miejsce w drugim wyścigu eliminacyjnym (1:17,2), nie awansując tym samym do półfinałów. 
Zmarł w 1942 roku, prawdopodobnie w wyniku działań wojennych.